# Moulin Rouge! (musical)
Moulin Rouge! è un musical del 2018 con libretto di John Logan, tratto dall'omonimo film di Baz Luhrmann del 2001. Come il film da cui è tratto, il musical Moulin Rouge! non si avvale di partitura originale, ma la colonna sonora è composta da successi pop di un gran numero di artisti diversi. La colonna sonora del film è stata quasi interamente riscritta per accomodare hit uscite negli oltre quindici anni dopo il debutto della pellicola nel 2001. Il musical ha debuttato a Boston nel 2018 e l'anno successivo Moulin Rouge! ha fatto il suo esordio a Broadway.

## Trama

### Atto I
Nella Parigi della Belle Epoque, il Moulin Rouge prospera sotto la direzione di Harold Zidler grazie anche alle ballerine Nini, Babydoll, Arabia e La Chocolat. Una sera il giovane americano Christian si reca al Moulin Rouge con i suoi amici bohémien Henri de Toulouse-Lautrec e Santiago per vedere la grande star del locale, la bellissima Satine ("Welcome to the Moulin Rouge"). Christian racconta al pubblico di essere arrivato a Montmarte nel 1899 e di aver incontrato Toulouse-Lautrec e l'argentino Santiago mentre i due cercavano di scrivere un'opera musicale. I due artisti erano rimasti colpiti dalle doti di paroliere di Christian e gli hanno chiesto di venire con loro al Moulin Rouge per trovare un produttore per il loro lavoro ("Truth, Beauty, Freedom, Love"). Il numero di Satine è un successo ("The Sparkling Diamond") e dopo la performance Zidler la prepara all'incontro con il ricchissimo Duca di Monroth, nella speranza che l'aristocratico investa nel Moulin Rouge e lo salvi dalla bancarotta. Tuttavia, qualcosa va storto e Satine incontra Christian e lo scambia per il Duca, mentre Toulouse-Lautrec e Santiago distraggono Zidler; la showgirl, sempre convinta che il giovane americano sia l'aristocratico, invita Christian nel suo camerino ("Shut Up and Raise Your Glass"). Arabia, Babydoll e La Chocolat sono preoccupate per le sorti del Moulin Rouge e le loro paure sono le stesse di Zidler, che ribadisce l'importanza del successo di Satine con il Duca; la giovane, che tiene nascosto a tutti di avere la tubercolosi, si ripromette di farsi forza per salvare gli amici dalla bancarotta ("Firework").
Christian arriva nel camerino di Satine e cerca di impressionarla con la sua musica, mentre la giovane cerca di sedurlo ("Your Song"). Il disguido viene alla luce e quando Satine capisce che Christian non è chi credeva che fosse i due vengono interrotti dall'arrivo del vero Duca. Per evitare di scatenare la gelosia del Duca, Satine e Christian gli raccontano che loro due stavano provando le battute per il loro prossimo spettacolo, Bohemian Rhapsody. Con l'aiuto di Zidler, Christian, Satine, Toulouse-Lautrec e Santiago raccontano al Duca una trama improvvisata per lo show - una classica storia d'amore in un cui un gangster cerca di sedurre l'ingenua, che è in realtà innamorata di un povero marinaio ("So Exciting!") - e l'aristocratico decide di produrre lo spettacolo. Zidler ricorda a Satine l'importanza del suo compito con il Duca e la star caccia Christian dal camerino. Il Duca ritorna e trascorre la serata con Satine ("Sympathy For The Duke"). Intanto a Montmarte, Toulouse-Lautrec racconta a Christian di essersi innamorato di Satine quando la giovane viveva per strada, ma di non essersi mai dichiarato a lei perché imbarazzato dalla propria deformità. Lo incoraggia però a seguire i suoi sentimenti, affermando che la cosa più importante che si possa imparare è amare ed essere amati ("Nature Boy"). Christian ritorna da Satine per convincerla di mettersi con lui e la donna, inizialmente esitante, alla fine accetta ("Elephant Love Medley").

### Atto II
Sono passati due mesi e Bohemian Rhapsody è prossimo al debutto. Dietro le quinte, Christian e Satine continuano a vedersi in segreto, mentre Santiago si innamora di Nini ("Backstage Romance"). Durante le prove ci sono delle tensioni tra Toulouse-Lautrec e il Duca per il controllo artistico dello spettacolo, mentre Nini avverte Satine di fare attenzione con Christian, dato che l'aristocratico è un uomo follemente geloso che una volta ha sfregiato una donna che lo aveva tradito. Satine allora dice a Christian che la loro relazione mette a rischio l'intero Moulin Rouge, ma il giovane artista la riconquista scrivendo una canzone sul loro amore ("Come What May"). Dopo aver reinventato l'immagine di Satine a suo piacimento negli Champs-Élysées ("Only Girl in A Material World"), il Duca continua a discutere con Toulouse-Lautrec sullo spettacolo, la cui trama diventa sempre più chiaramente un calco del triangolo amoroso formatosi tra il Duca, Christian e Satine. Dopo una sfuriata di Christian, il Duca minaccia di ritirare il proprio investimento e Zidler ricorda a Satine che solo lei può tenere a bada l'esigente produttore. La malattia della donna intanto peggiora rapidamente, ma Satine è decisa a lottare fino alla fine per salvare il locale e i suoi amici.
Toulouse-Lautrec e Santiago incoraggiano Christian a dimenticarsi di Satine e andare avanti e il giovane si ubriaca con l'assenzio fino al punto di avere un'allucinazione di Satine come la "Fatina verde" ("Chandelier"). Christian è geloso e disgustato dal fatto che Satine trascorra tempo con il Duca, ma Zidler lo avverte che l'amore per le prostitute finisce sempre male ("El Tango de Roxanne"). Intanto il Duca minaccia Satine con la morte di Christian e quando il giovane irrompe a palazzo per salvarla la showgirl, consapevole del pericolo che l'amato corre, gli dice che non lo ama e lo scaccia. Christian decide che senza l'amore di Satine la vita non sia degna di essere vissuta e decide di suicidarsi in scena la notte della prima. Toulouse-Lautrec e Satine, ormai prossima alla morte, riescono alla fine a tenere testa al Duca, che lascia il Moulin Rouge pochi minuti prima del debutto di Bohemian Rhapsody ("Crazy Rolling"). Nel corso della rappresentazione, Christian prova a suicidarsi, ma viene interrotto da Satine che canta la loro canzone d'amore, facendogli capire di averlo sempre amato. Dopo un ultimo duetto, Satine collassa nelle braccia dell'amato e spira dopo avergli chiesto di raccontare la loro storia ("Your Song (Reprise)").
È passato un anno e grazie al trionfo di  Bohemian Rhapsody Zidler è riuscito a mantenere il controllo del Moulin Rouge. Christian, ancora con il cuore infranto, annuncia che la sua storia d'amore con Satine vivrà per sempre ("Come What May (Reprise)").

## Storia degli allestimenti
Un potenziale adattamento teatrale del film di Luhrmann fu discusso originariamente nella stagione 2002/2003, con il debutto previsto a Las Vegas, ma il progetto non si consolidò mai, anche se nel 2006 il regista contattò Nicole Kidman ed Ewan McGregor per chiedere se fossero interessati a tornare a ricoprire i loro ruoli a teatro. Solo nel 2016 fu annunciato che il musical sarebbe stato prodotto dalla Global Creatures con la regia di Alex Timbers e l'anno successivo un workshop dello spettacolo fu allestito tra il 30 ottobre e il 15 dicembre, con Aaron Tveit e Karen Olivo nei panni dei due protagonisti. Gran parte del cast del workshop avrebbe poi ricoperto i rispettivi ruoli anche a Boston e Broadway, con l'eccezione di Joel Perez (Santiago) ed Eric Anderson (Zidler).
Moulin Rouge! debuttò all'Emerson Colonial Theatre di Boston il 10 luglio 2018, in un allestimento diretto da Alex Timbers, coreografato da Sonya Tayeh, scenografato da Derek McLane e con i costumi di Catherine Zuber. Il cast era composto da Aaron Tveit (Christian), Karen Olivo (Satine), Danny Burstein (Harold Zidler), Tam Mutu (André Dacor Benicieux, le Duc de Monroth), Sahr Ngaujah (Henri de Toulouse-Lautrec), Ricky Rojas (Santiago), Robyn Hurder (Nini Legs-in-the-Air), Jacqueline B. Arnold (La Chocolat), Holly James (Arabia), Jeigh Madjus (Baby Doll). Lo spettacolo musicale rimase in cartellone all'Emerson Colonial Theatre fino al 19 agosto.
Il cast di Boston tornò ad interpretare i rispettivi ruoli in occasione del debutto del musical a Broadway, dove Moulin Rouge! ebbe la sua prima il 25 luglio 2019 dopo un mese di anteprime iniziate a partire dal 28 giugno. Dopo 24 anteprime e 262 repliche in cartellone, il 12 marzo 2020 le rappresentazioni del musical sono stare interrotte all'Al Hirschfeld Theatre di Broadway in seguito alla chiusura di tutti i teatri per la Pandemia di COVID-19 del 2019-2021. Quattro membri del cast erano inoltre risultati positivi al COVID, tra cui i protagonisti Aaron Tveit e Danny Burnstein. I produttori hanno però annunciato l'intenzione di proseguire con le rappresentazioni dopo la riapertura dei teatri nel 2021.
La prima produzione londinese ha debuttato al Piccadilly Theatre del West End il 12 novembre del 2021 con la regie, le coreografie, le scenografie e i costumi di Alex Timbers. Il cast originale di Londra era composto da Liisi LaFontaine (Satine), Jamie Bogyo (Christian), Simon Bailey (Duca), Clive Carter (Zidler) e Jason Pennycooke (Toulouse-Lautrec).
In Australia il musical è stato rappresentato a Melbourne dal 2021, per poi trasferirsi a Sydney nel 2022 e tornare a Melbourne nel 2023. Nel 2022 è partito un tour statunitense dello show.

## Brani musicali
| Canzone del musical           | Origine/Medley | Cantata da |
| Atto I                        | Atto I | Atto I |
| ----------------------------- | --- | --- |
| Welcome to the Moulin Rouge!  | Lady Marmalade/So Fresh, So Clean/Money (That's What I Want)/Let's Dance/Burning Down The House/Because We Can | Zidler, Nini, La Chocolat, Arabia, Baby Doll, Duca, Christian, Toulouse-Lautrec, Santiago e compagnia            |
| Bohemian Ideas                | The Sound of Music/I Don't Want To Wait/Every Breath You Take/Never Gonna Give You Up | Christian |
| Truth, Beauty, Freedom, Love  | Royals/Children of the Revolution/We Are Young | Christian, Toulouse-Lautrec, Santiago e compagnia                                                                |
| The Sparkling Diamond         | Diamonds Are Forever/Diamonds Are a Girl's Best Friend/Material Girl/Single Ladies (Put a Ring on It)/Diamonds | Satine e compagnia                                                                                               |
| Shut Up and Raise Your Glass  | Shut Up And Dance/Raise Your Glass/I Wanna Dance with Somebody (Who Loves Me) | Satine, Christian, Toulouse, Santiago, and Company                                                               |
| Firework                      | Firework | Satine |
| Your Song                     | Your Song | Christian & Satine                                                                                               |
| So Exciting! (The Pitch Song) | Galop infernal/La Vie en rose | Zidler, Toulouse-Lautrec, Christian, Santiago, Satine e il Duca                                                  |
| Sympathy for the Duke         | Sympathy For The Devil/You Can't Always Get What You Want/Gimme Shelter | Duca, Satine e compagnia                                                                                         |
| Nature Boy                    | Nature Boy | Toulouse-Lautrec & Christian                                                                                     |
| Elephant Love Medley          | All You Need is Love/Love is Just a Game/I Was Made for Loving You/Just One Night/Pride (In the Name of Love)/Can't Help Falling In Love/Don't You Want Me/Don't Speak/I Love You Always Forever/It Ain't Me Babe/Love Hurts/Love is a Battlefield/Play the Game/Such Great Heights/Torn/Take on Me/Fidelity/What's Love Got To Do with It/Everlasting Love/Up Where We Belong/Heroes/Your Song/I Will Always Love You | Satine & Christian                                                                                               |
| Atto II                       | | |
| Backstage Romance             | Bad Romance/Tainted Love/Seven Nation Army/Toxic/Sweet Dreams (Are Made of This) | Santiago, Nini & Compagnia                                                                                       |
| Come What May                 | Come What May | Christian & Satine                                                                                               |
| Chandelier                    | Chandelier | Zidler, Christian, Santiago, Toulouse-Lautrec, La Chocolat, Arabia, Baby Doll e compagnia                        |
| El Tango de Roxane            | El Tango de Roxane | Christian e compagnia                                                                                            |
| Crazy Rolling                 | Crazy/Rolling in the Deep | Christian, Satin e compagnia                                                                                     |
| Your Song (Reprise)           | Come What May/Your Song/Heroes | Satine, Christian e compagnia                                                                                    |
| Come What May (Reprise)       | Come What May | Christian e compagnia                                                                                            |
| More More More!               | Lady Marmalade/Hey Ya!/Because We Can/Minnie the Moocher/Bad Romance/What's Love Got to Do with It/Don't You Want Me/Crazy/Galop Infernal | Zidler, Nini, La Chocolat, Arabia, Baby Doll, Toulouse-Lautrec, Santiago, Monroth, Christian, Satine e compagnia |

## Riconoscimenti
- Tony Award (2020)[14]
  - Miglior musical
  - Nomination Miglior libretto di un musical per John Logan
  - Miglior regia di un musical per Alex Timbers
  - Miglior attore protagonista in un musical per Aaron Tveit
  - Nomination Miglior attrice protagonista in un musical per Karen Olivo
  - Miglior attore non protagonista in un musical per Danny Burstein
  - Nomination Miglior attore non protagonista in un musical per Sahr Ngaujah
  - Nomination Miglior attrice non protagonista in un musical per Robyn Hurder
  - Miglior scenografia di un musical per Derek McLane
  - Migliori costumi di un musical per Catherine Zuber
  - Miglior lighting design di un musical per Justin Townsend
  - Miglior sound design di un musical per Peter Hylenski
  - Miglior coreografia per Sonya Tayeh
  - Miglior orchestrazione per Justin Levine, Matt Stine, Katie Kresek & Charlie Rosen
- Drama Desk Award (2020)[15]
  - Migliori coreografie per Sonya Tayeh
  - Migliori scenografie per Derek McLane
  - Migliori costumi per Catherine Zuber
  - Miglior disegno luci per Justin Townsend
  - Miglior sound design per Peter Hylenski
- Drama League Award (2020)[16]
  - Miglior produzione di un musical a Broadway o nell'Off Broadway
  - Miglior performance per Danny Burstein
  - Nomination Miglior performance per Karen Olivo
- Premio Grammy (2020)[17]
  - Nomination Miglior album di un musical teatrale per Danny Burstein, Tam Mutu, Sahr Ngaujah, Karen Olivo & Aaron Tveit (artisti principali); Justin Levine, Baz Luhrmann, Matt Stine & Alex Timbers (produttori)
- Outer Critics Circle Award (2020)[18][19]
  - Miglior musical di Broadway
  - Miglior attore in un musical per Aaron Tveit
  - Miglior attrice in un musical per Karen Olivo
  - Miglior attore non protagonista in un musical per Danny Burstein
  - Migliori scenografie per Derek McLane
  - Migliori costumi per Catherine Zuber
  - Miglior disegno luci per Justin Townsend
  - Miglior sound design per Peter Hylenski
  - Miglior regia di un musical per Alex Timbers
  - Migliori coreografie per Sonya Tayeh
  - Migliori orchestrazioni per Justin Levine,Matt Stine, Katie Kresek e Charlie Rosen
- Premio Laurence Olivier (2022)
  - Migliori costumi per Catherine Zuber
  - Nomination Miglior nuovo musical
  - Nomination Miglior attore non protagonista in un musical per Clive Carter
  - Nomination Migliori coreografie per Sonya Tayeh
  - Nomination Miglior scenografia per Derek McLane